# Eco Italia
L' Eco Italia è Ro-Ro appartenente alla società italiana Gruppo Grimaldi.

## Servizio
Varato il 9 settembre 2021 nel cantiere navale Nanjing Jinglin Shipyard di Nanjing per il Gruppo Grimaldi alla quale viene consegnato nell'ottobre del 2022, viene immesso nei collegamenti tra Genova, Livorno, Catania e La Valletta a partire dal 1 novembre successivo.

## Navi gemelle
- Eco Barcellona
- Eco Livorno
- Eco Savona
- Eco Adriatica
- Eco Catania
- Eco Malta
- Eco Mediterranea
- Eco Valencia
- Eco Salerno
- Eco Napoli